# Suillus bresadolae
Suillus bresadolae (Lucien Quélet, 1881 ex Norbert Gerhold, 1985) din încrengătura Basidiomycota în familia Suillaceae și de genul Suillus, este o ciupercă comestibilă nu prea răspândită care coabitează, fiind un simbiont micoriza (formează micorize pe rădăcinile arborilor). Buretele este denumit în popor hrib de zădiș. Trăiește în România, Basarabia și Bucovina de Nord pe sol calcaros, solitar sau în grupuri mai mici prin păduri de conifere sau mixte numai sub larici, preponderent în zonele montane, apărând însă și în cele subalpine. Fructifică din (iunie) iulie până în octombrie (noiembrie).

## Taxonomie

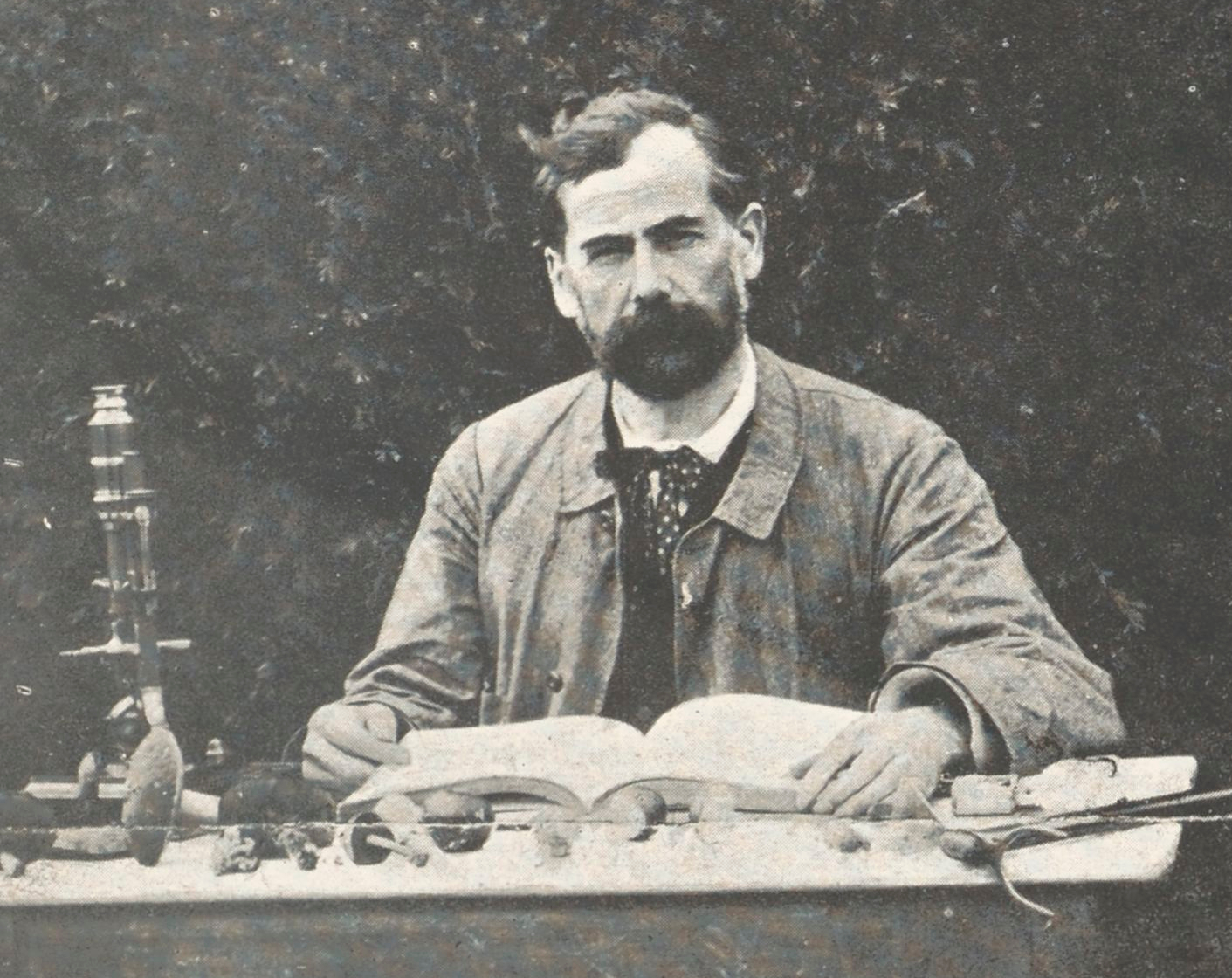
Lucien Quélet

Numele binomial Boletus bresadolae a fost determinat de cunoscutul micolog francez Lucien Quélet în volumul 1 al operei lui Giacomo Bresadola Fungi Tridentini novi vel nondum delineati, descripti et iconibus illustrati ridentini din 1881.
Apoi, în 1985, profesorul austriac de botanică la Universitatea din Innsbruck (până în 1994) Norbert Gerhold a transferat specia corect la genul Suillus sub păstrarea epitetului, de verificat în volumul 51 al jurnalului Zeitschrift für Mykologie, fiind numele curent valabil (2021).
Denumirea Suillus nueschii al micologului german Rolf Singer publicată în volumul 15 al jurnalului micologic Sydowia, deși propagat uneori drept nume curent, este acceptată de comitetele de nomenclatură (vezi referințele 1 și 2) doar sinonim ca și toate celelalte încercări de redenumire.  
Epitetul bresadolae a fost creat de Lucien Quélet (și preluat de Norbert Gerhold) în onoarea renumitului micolog italian Giacomo Bresadola.

## Descriere

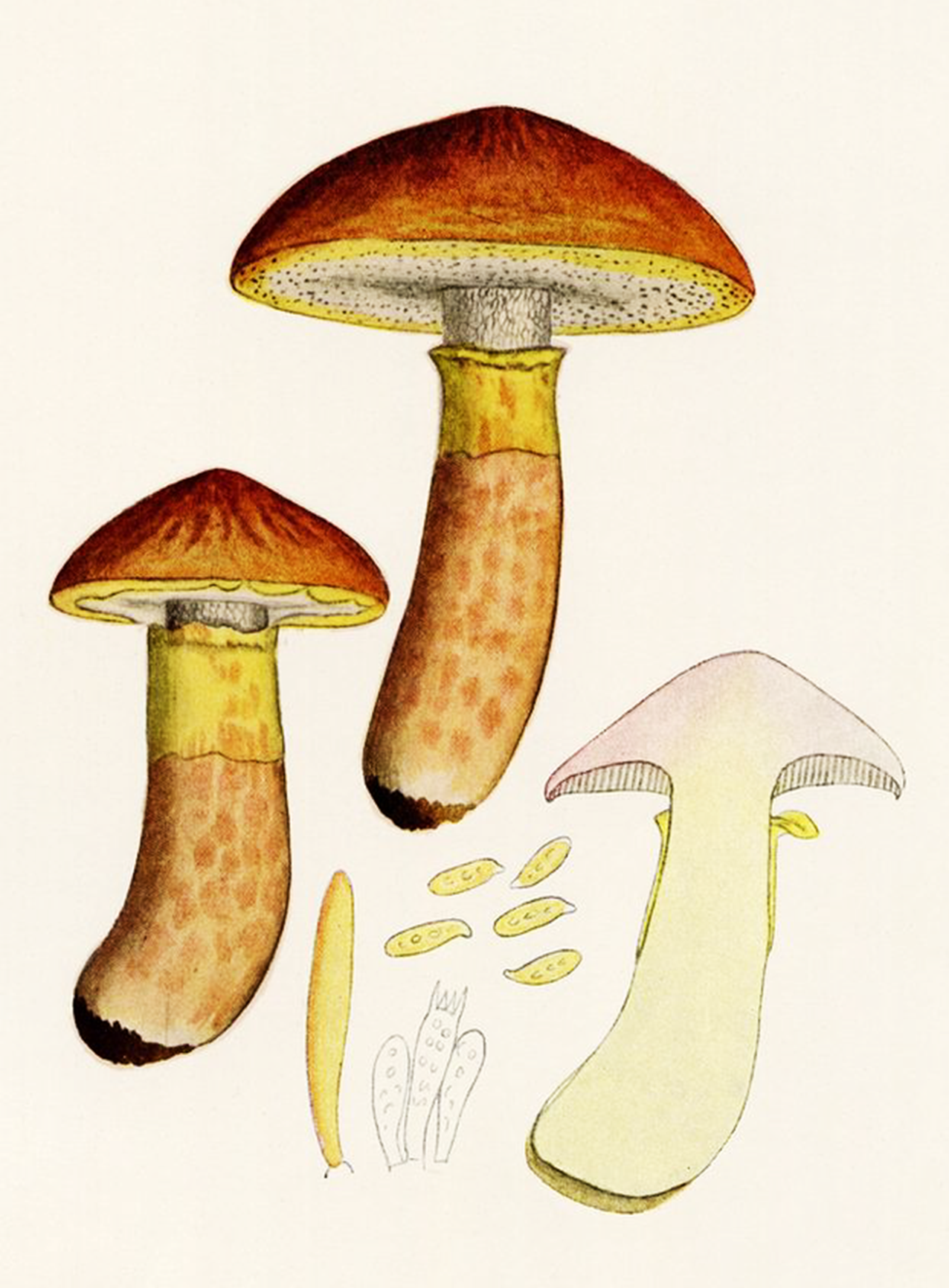
Bres.: Boletus bresadolae

- Pălăria: are un diametru de 4-10 cm, este cărnoasă, fiind inițial semisferică, apoi convexă, în sfârșit aplatizat-convexă și nu rar ceva adâncită în centru. Marginea este ușor proeminentă și tivită în tinerețe cu un văl alb trecător. Cuticula, a cărei colorit tinde de la gri-gălbui la galben-maroniu nu rar cu un licăr gri, este netedă, încarnat fibroasă fiind pe vreme frumoasă uscată până lipicioasă, la umezeală vâscoasă. Ea poate fi îndepărtată ușor de picior.
- Tuburile: destul de late, unghiulare și slab decurente la picior și dificil separabile de pălărie sunt galben-aurii, murdar galben-maronii până gri-brune, în tinerețe mai deschise.
- Porii: inițial acoperiți de un văl parțial albicios care rupe după ceva timp sunt grosolani cu guri unghiulare, fiind ori de culoarea cuticulei, ori ceva mai deschise.
- Piciorul: albicios cu baza gălbuie are o înălțime de 4-10 cm și o lățime de 0,8-2 cm, este cilindric, cărnos, plin, dar la bătrânețe spongios și ceva solzos-fibros. Prezintă un inel  membranos, pielos, vâscos, și efemer, reticulat gri-brun deasupra zonei inelare. La bază este nu rar învelit de un fetru miceliar alb.
- Carnea: este la început tare și compactă, dar în vârstă spongioasă, fiind în pălărie și la bază puternic galbenă, în rest albicios-gălbuie. Capătă adesea după tăiere nuanțe foarte slab verzui-albăstruie în partea de sus, dar nu se decolorează niciodată albastru. Mirosul este aromatic, puțin de ciuperci, gustul blând și un pic plăcut amărui.[4][5]
- Caracteristici microscopice: are spori galben-ruginii, granulați pe interior, netezi, sub-cilindrici până elipsoidali cu un apicol, măsurând 11-13 x 4-5 microni. Praful lor este brun de scorțișoară. Basidiile clavate cu 4 sterigme fiecare au o dimensiune de 30-40 x 5-7 microni. Cistidele (celule sterile, de obicei izbitoare, situate în stratul himenal sau printre celulele din pielița pălăriei și a piciorului, probabil cu rol de excreție) în formă de măciucă rotunjită în vârf sunt ceva mai scurte.[9]
- Reacții chimice: carnea se decolorează cu tinctură de Guaiacum în picior albastru.[10]

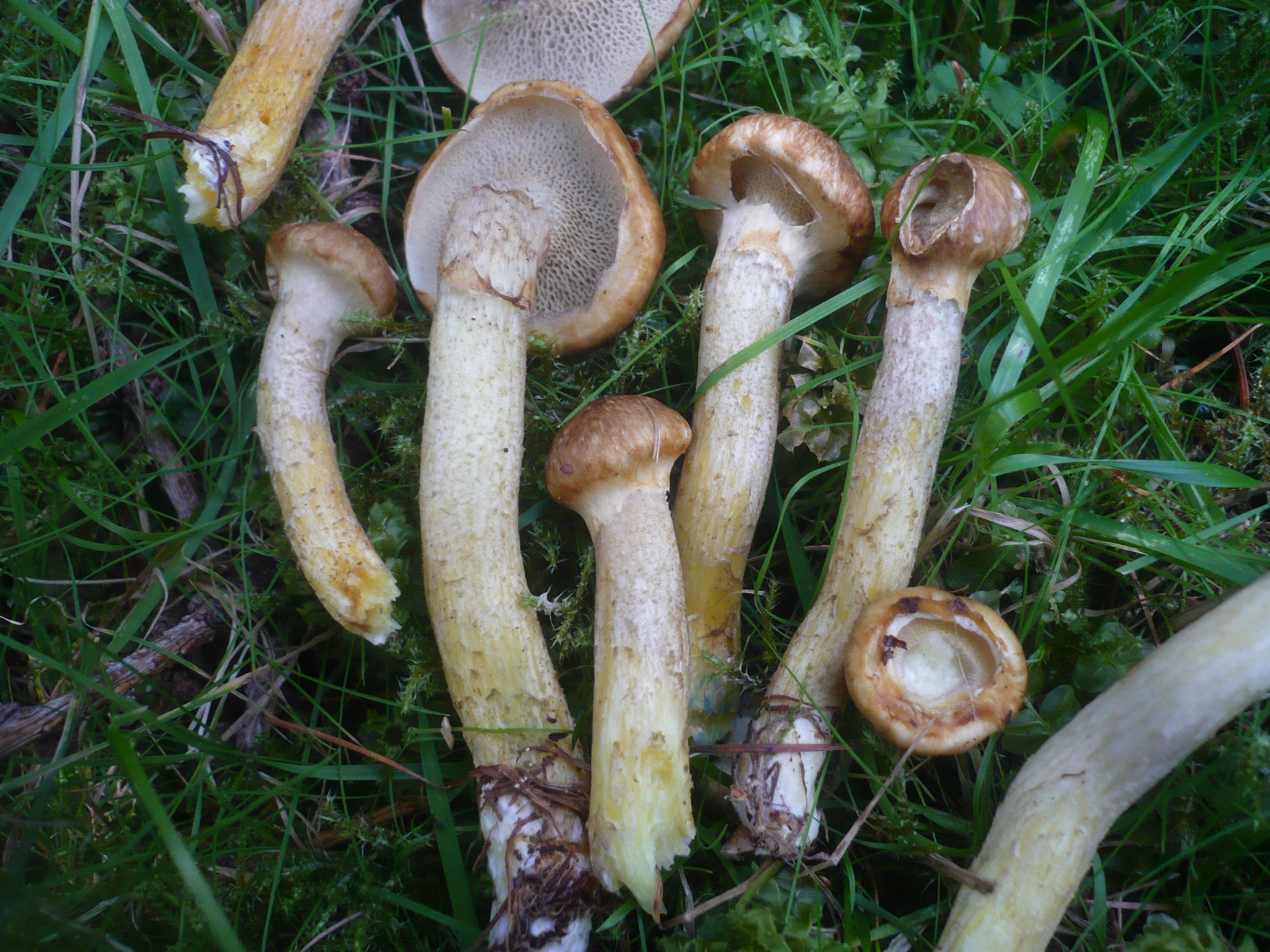
Suillus bresadolae, mai multe aspecte

## Confuzii
Buretele poate fi confundat în special cu gemenii ei Suillus grevillei, și Suillus viscidus, apărând uneori împreună cu ei sub același arbore, dar de asemenea cu alte specii din genul Suillus precum soiuri foarte apropiate, cu toate comestibile, cum sunt: Buchwaldoboletus lignicola sin. Pulveroboletus lignicola, Chalciporus piperatus, sin. Boletus piperatus, Gomphidius  glutinosus, Gyrodon lividus, Suillus bovinus, Suillus collinitus, Suillus flavidus, Suillus granulatus, Suillus luteus sin. Boletus suillus, Suillus placidus, Suillus plorans, Suillus tridentinus, Suillus variegatus, Xerocomus spadiceus sau Xerocomus subtomentosus.

## Specii asemănătoare

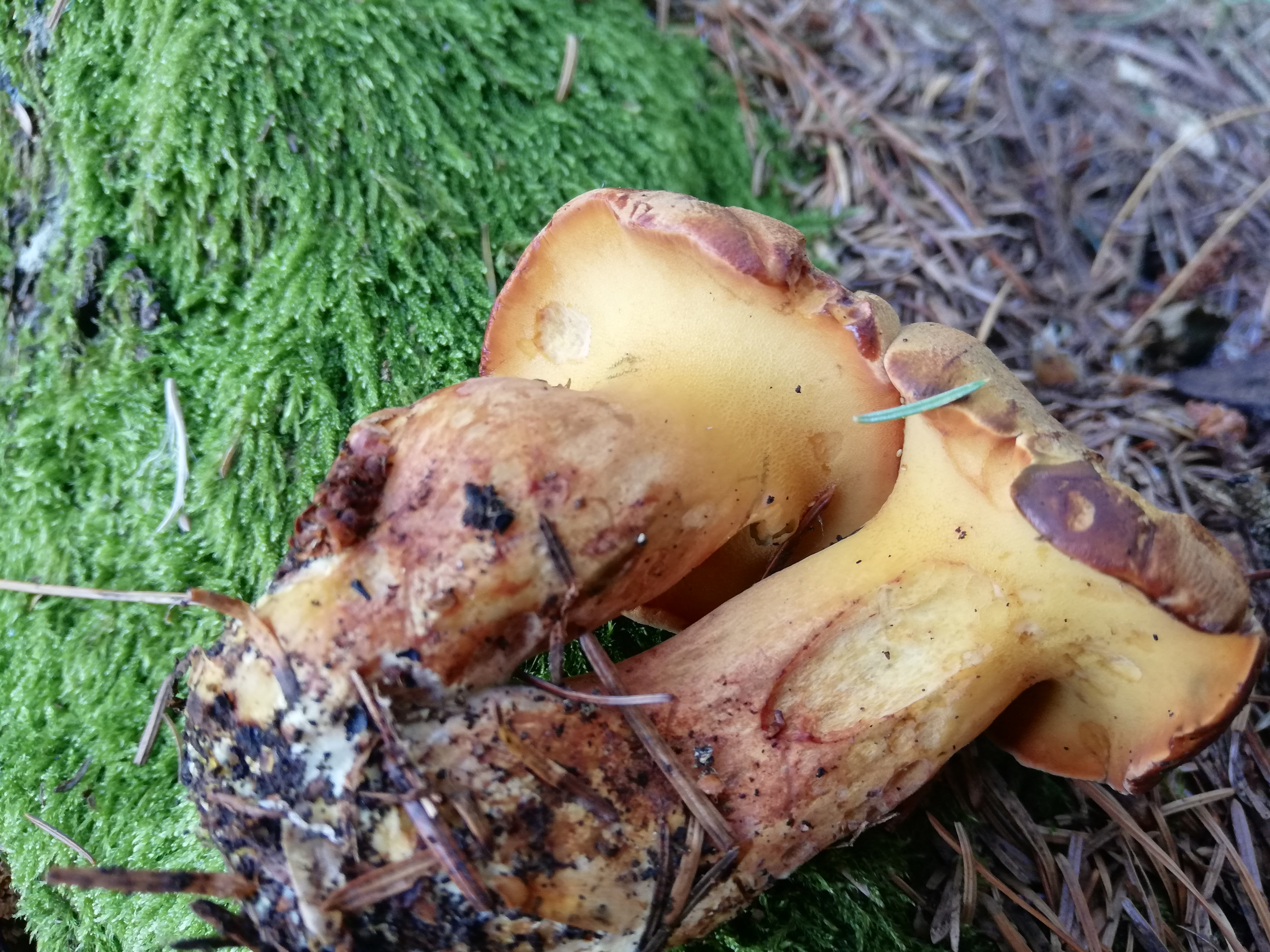
Buchwaldoboletus lignicola
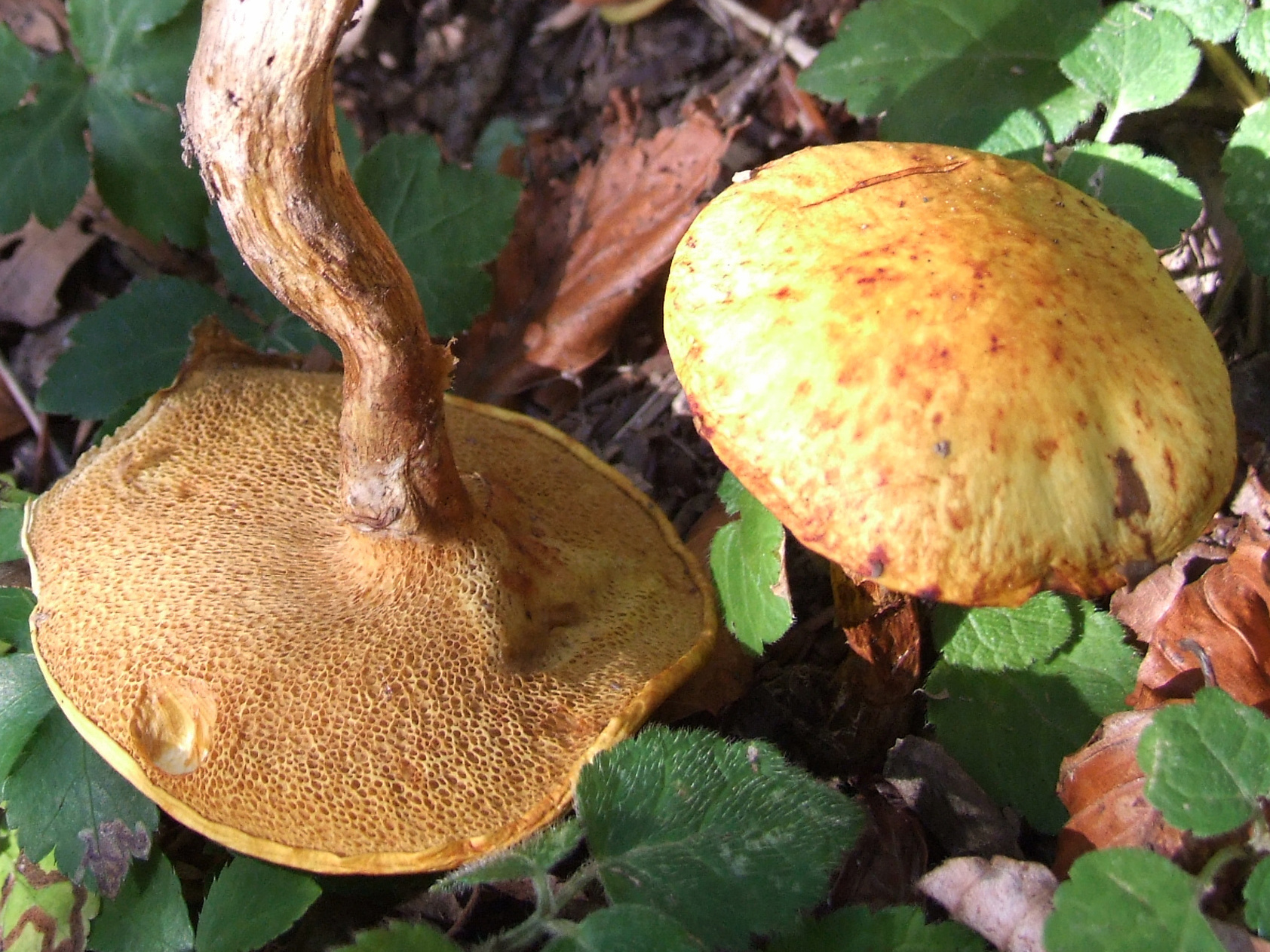
Chalciporus piperatus
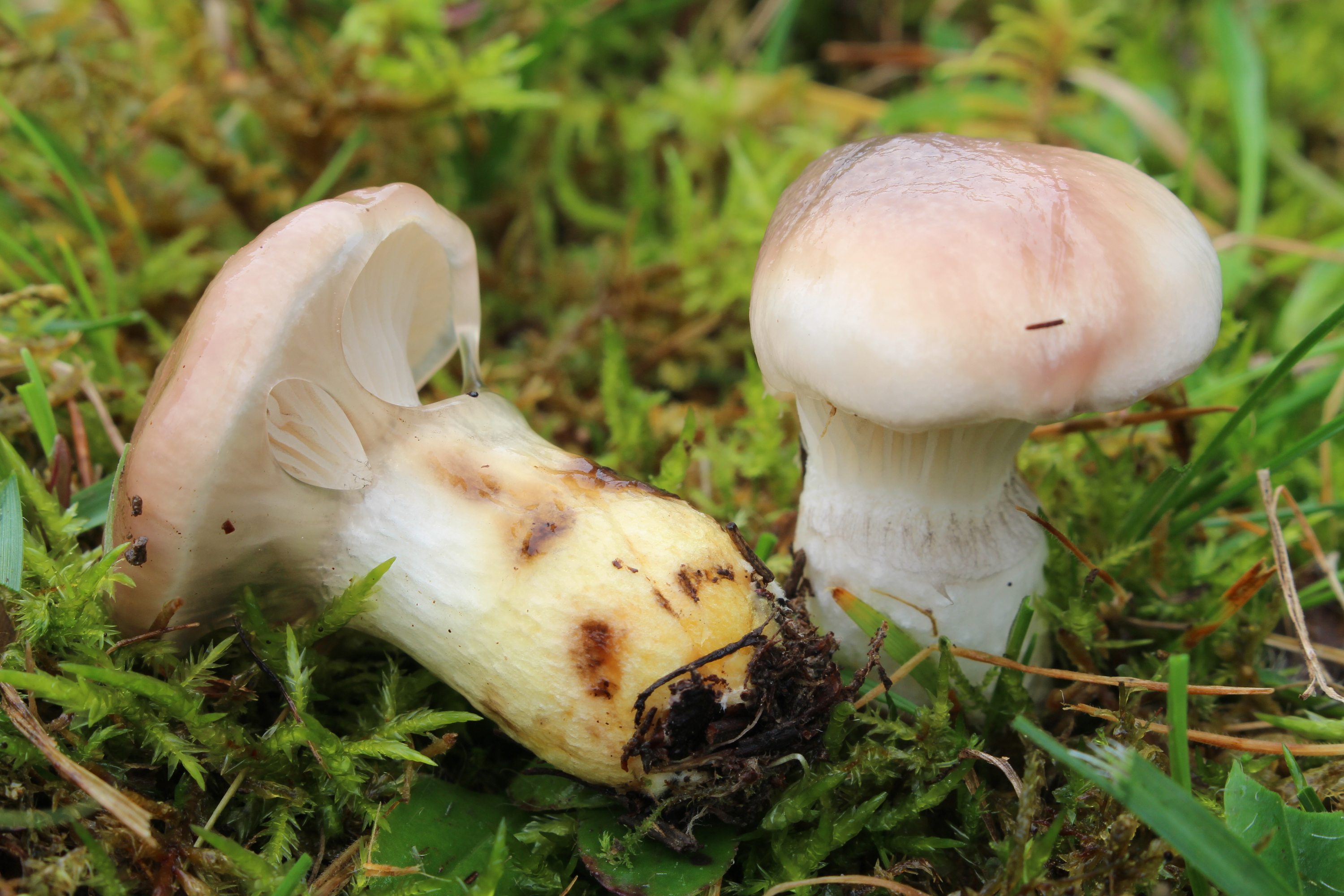
Gomphidius glutinosus
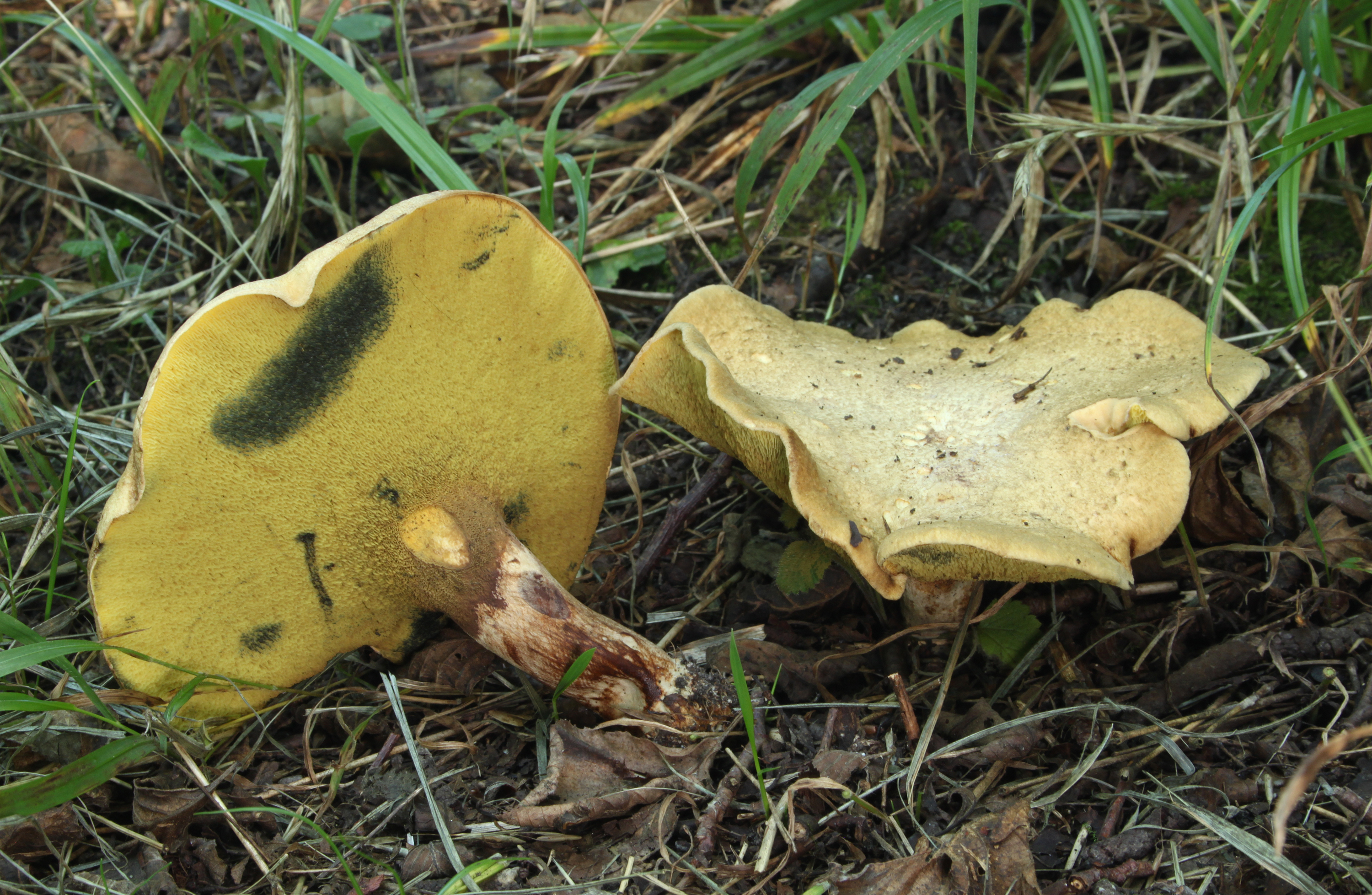
Gyrodon lividus
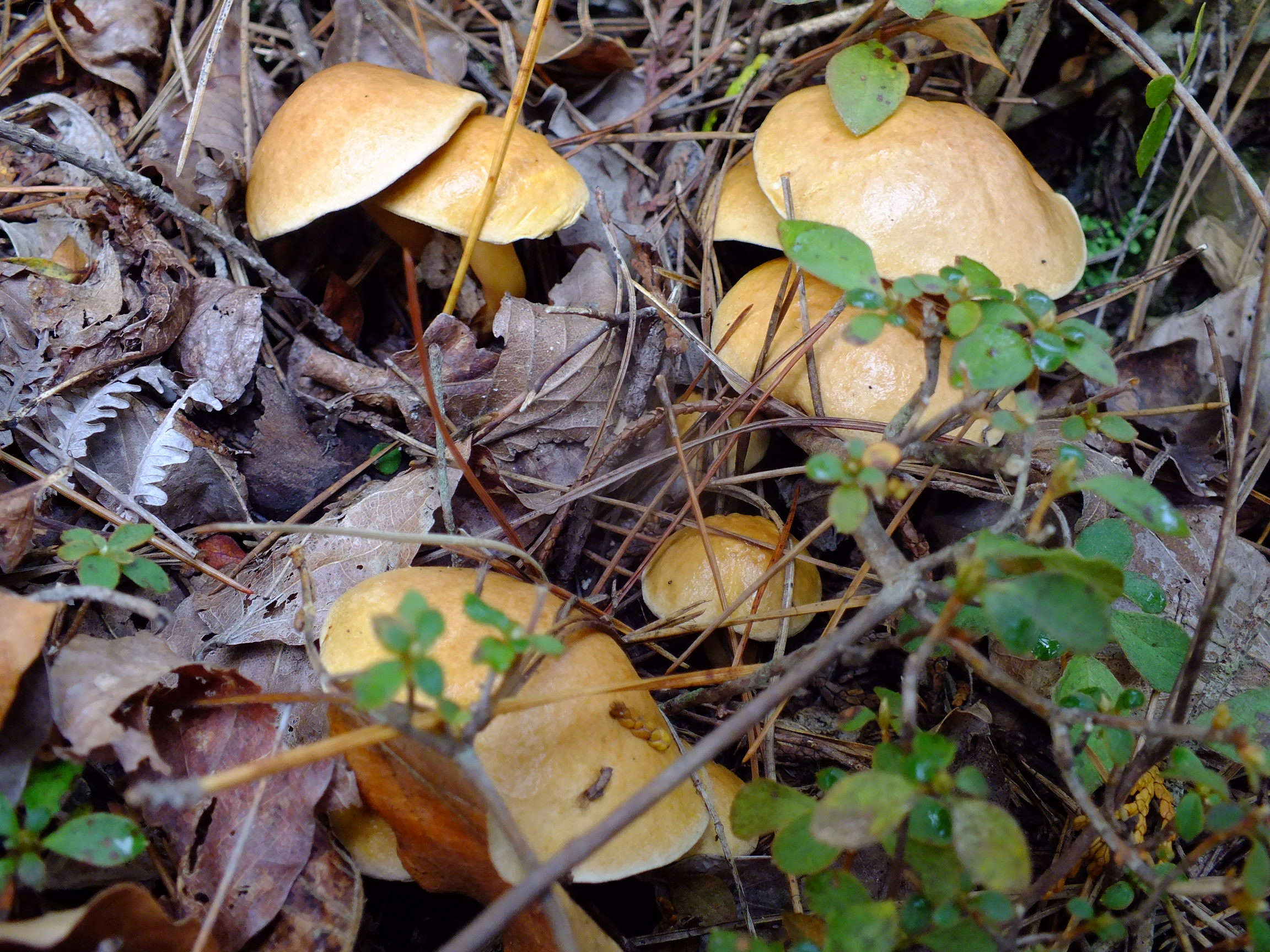
Suillus bovinus
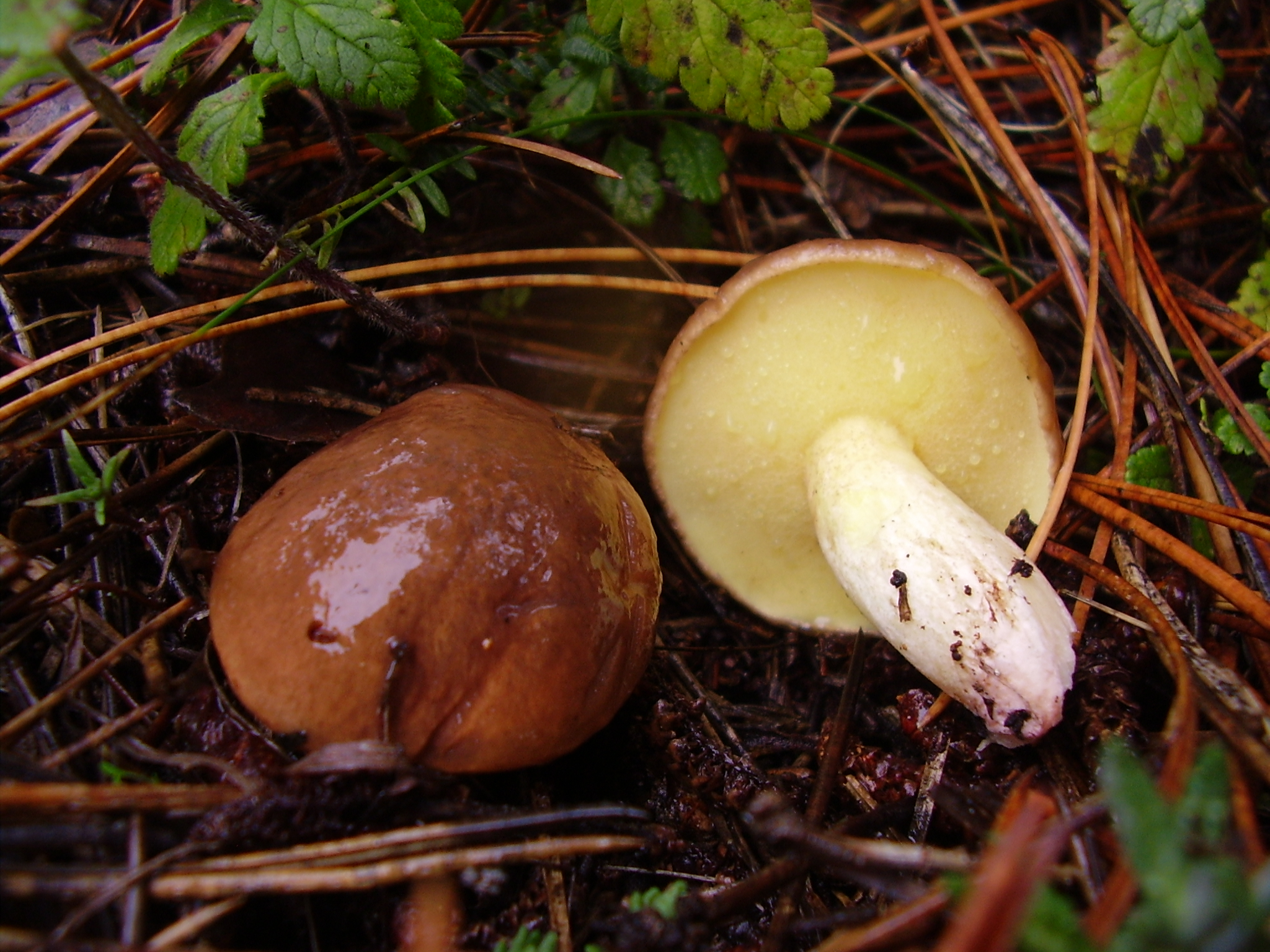
Suillus collinitus
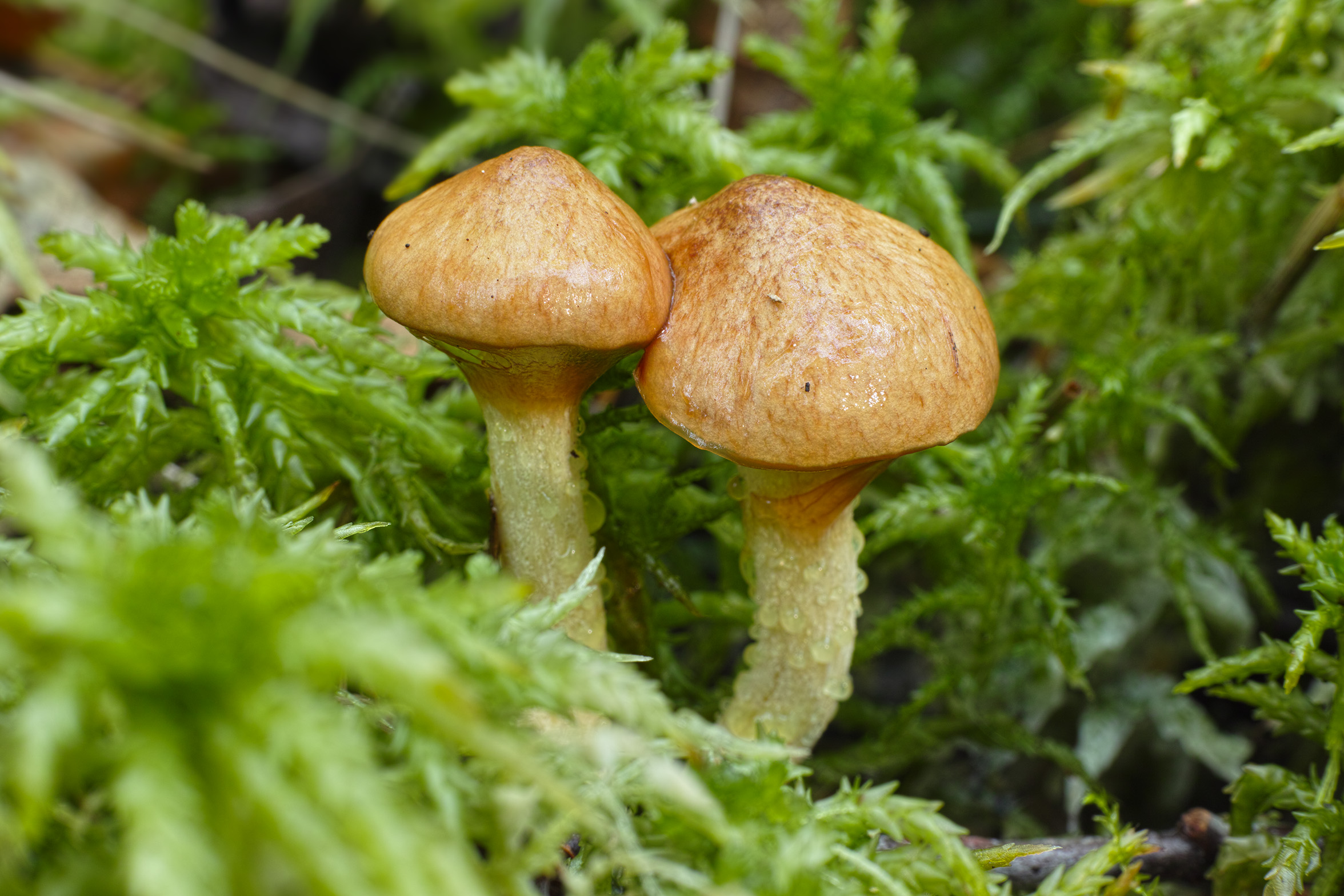
Suillus flavidus
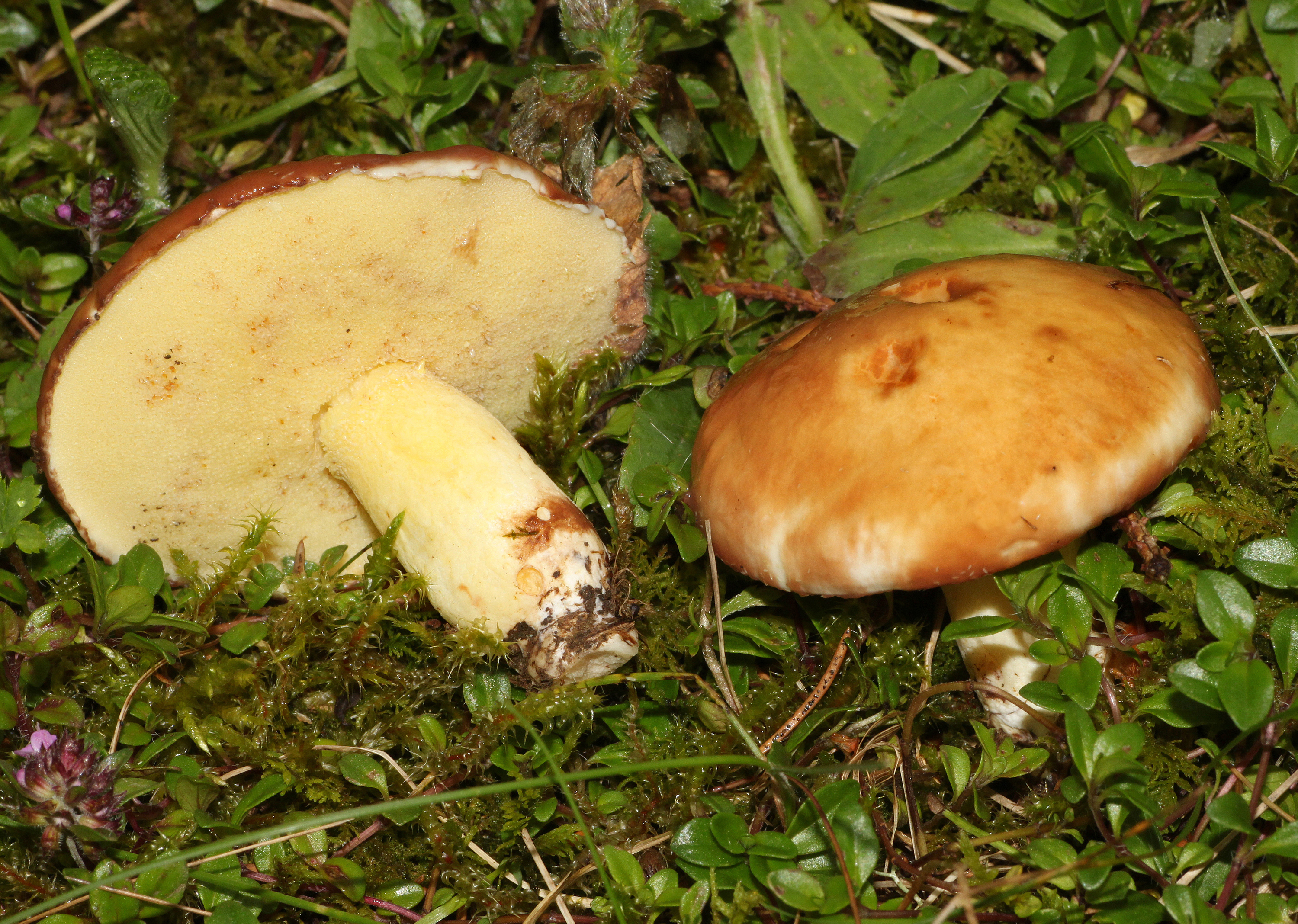
Suillus granulatus
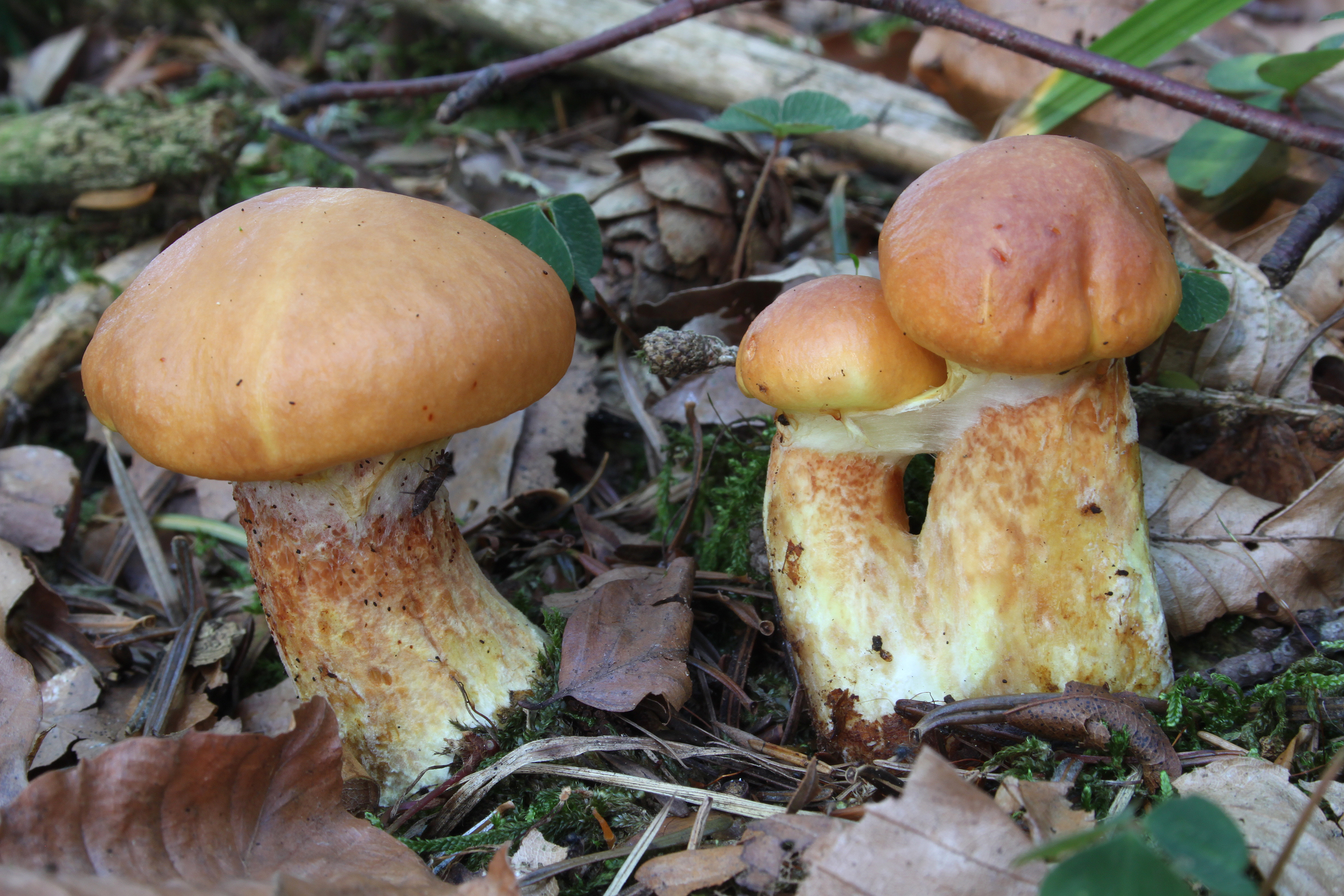
Suillus grevillei

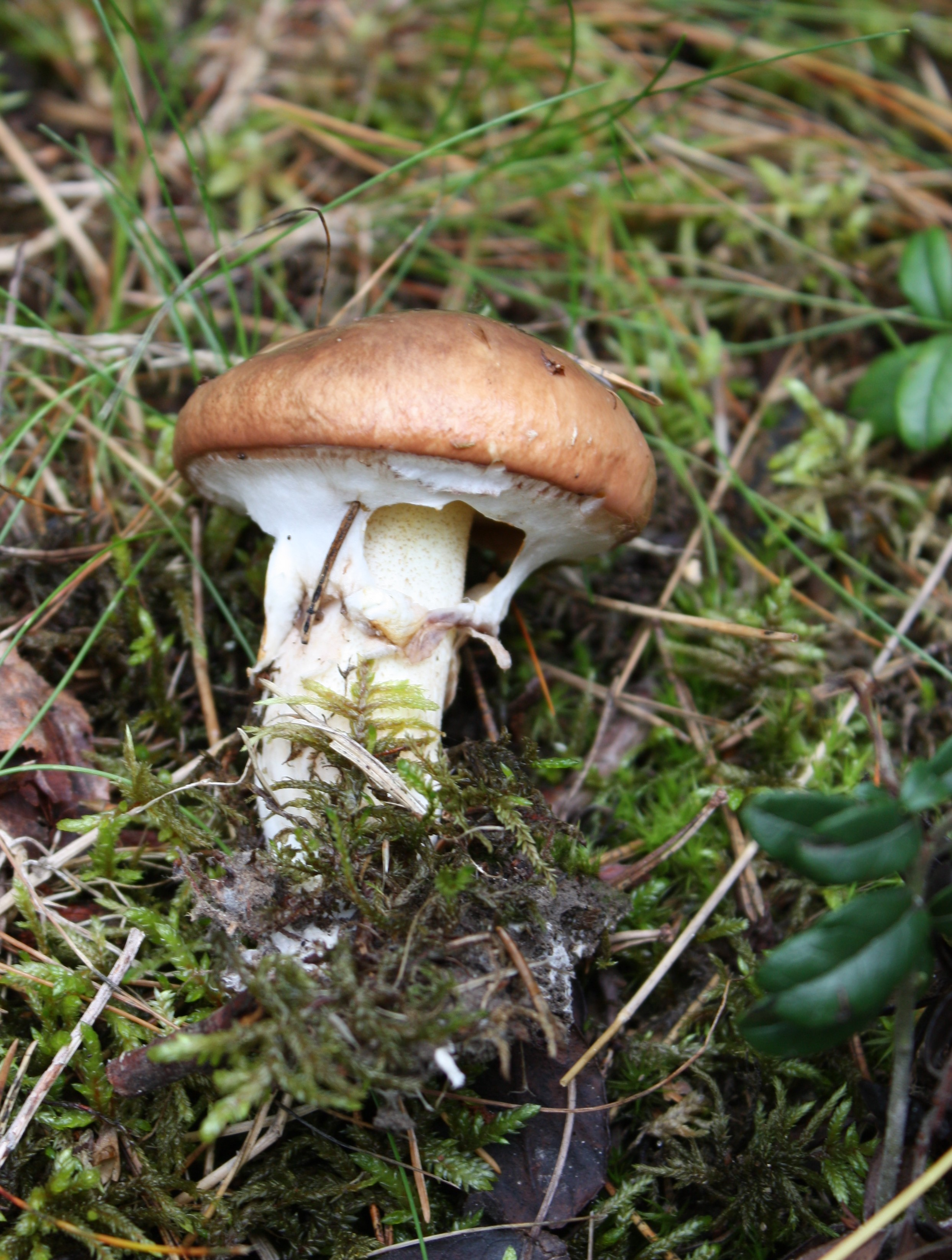
Suillus luteus
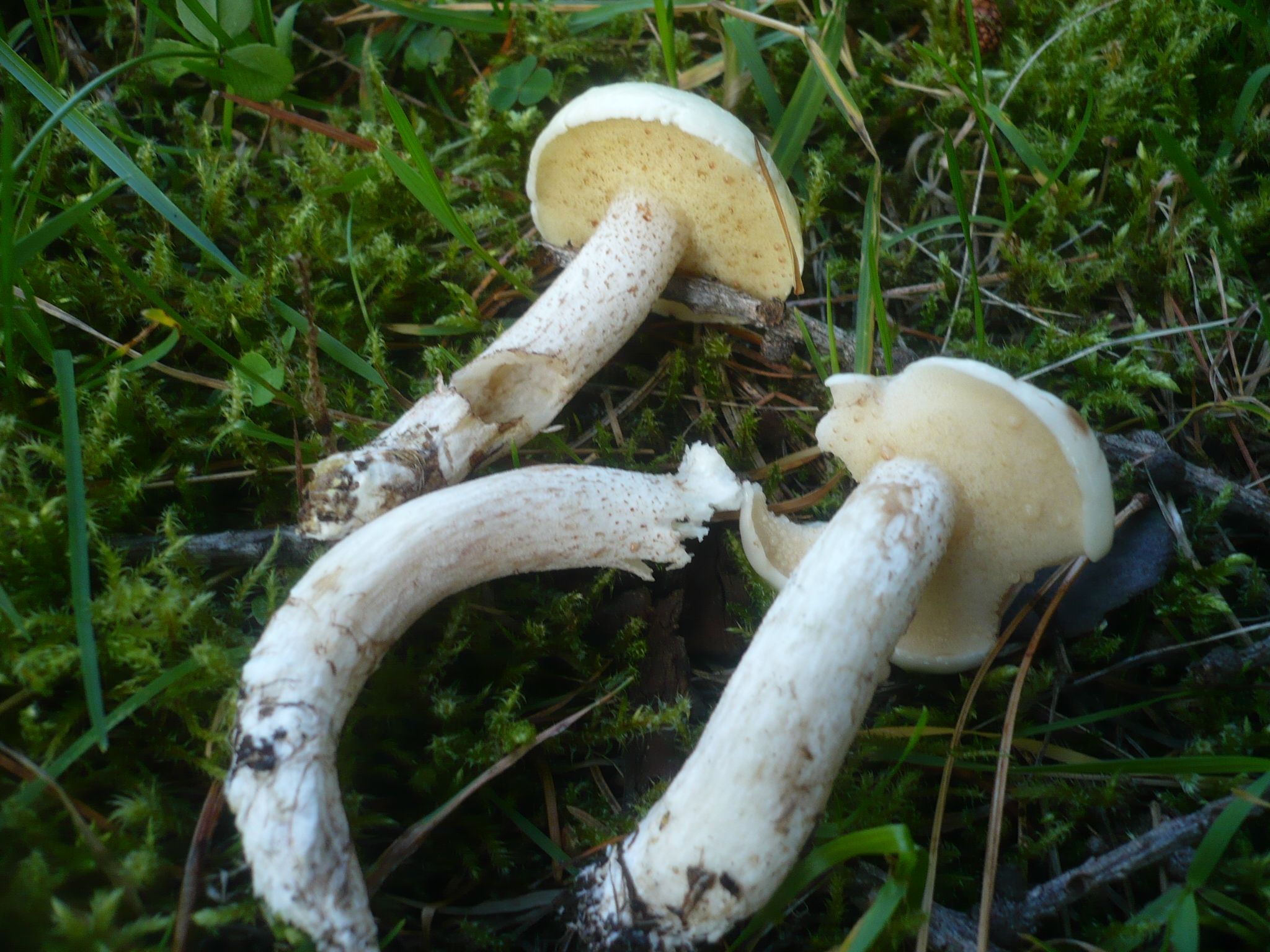
Suillus placidus
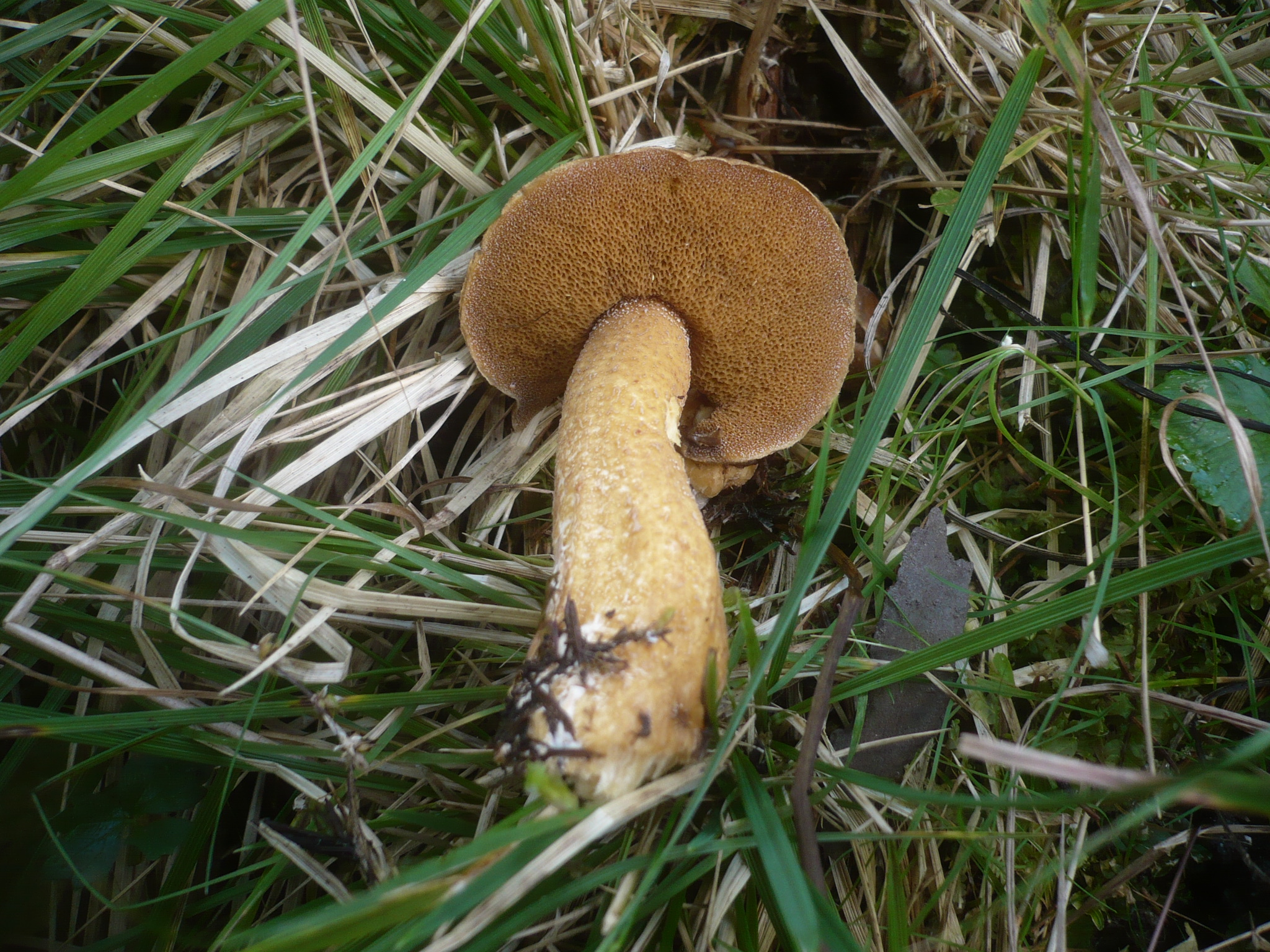
Suillus plorans
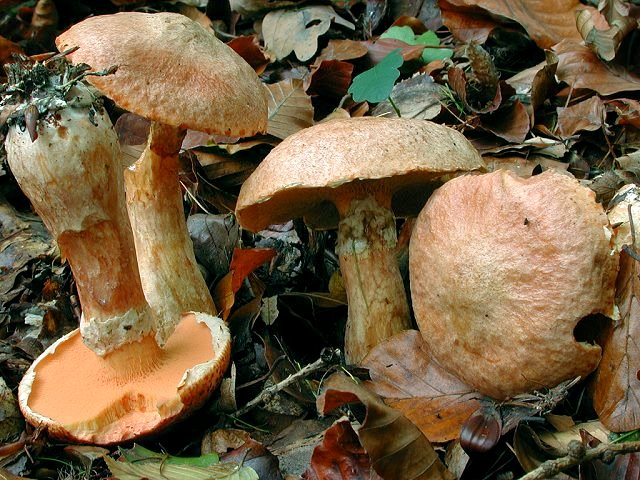
Suillus tridentinus
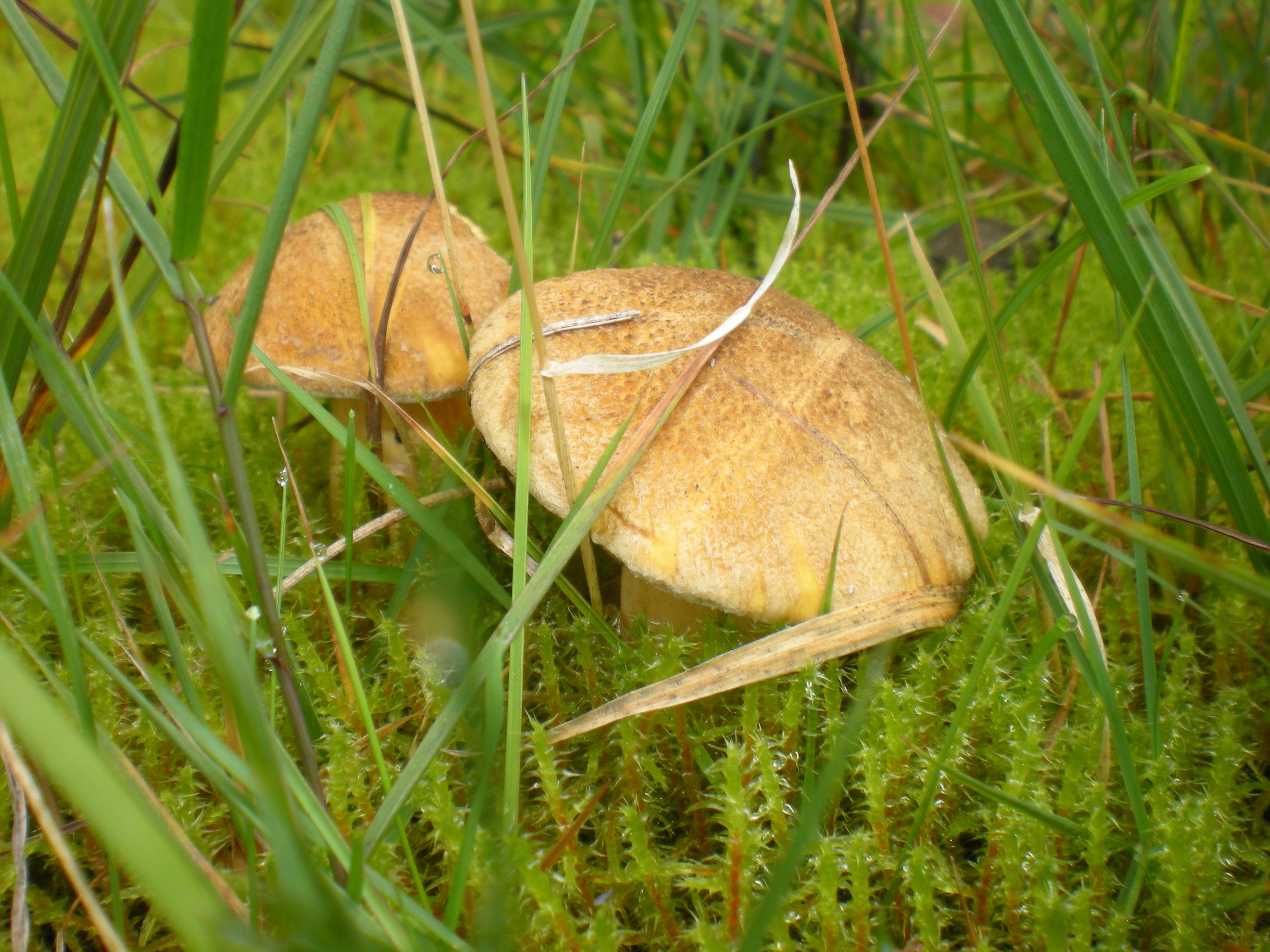
Suillus variegatus
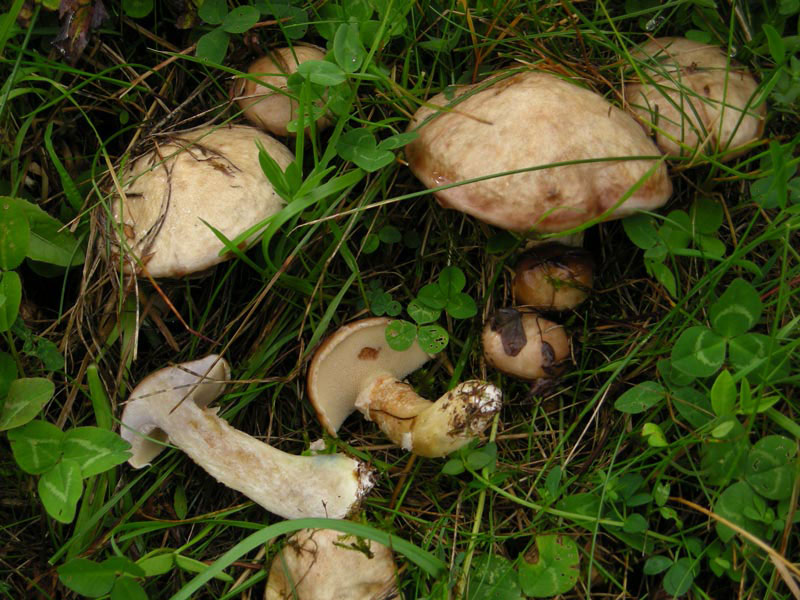
Suillus viscidus
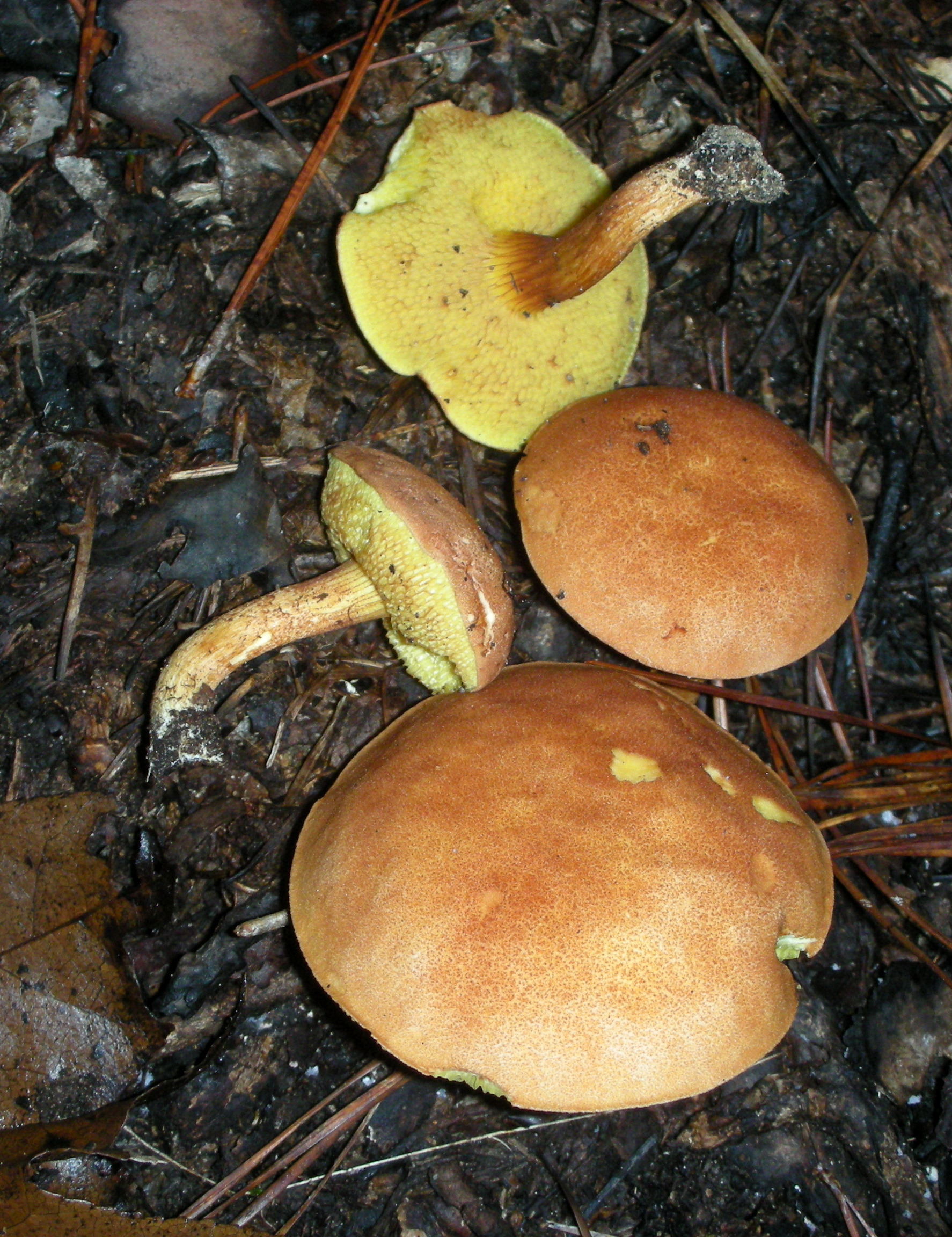
Xerocomus spadiceus
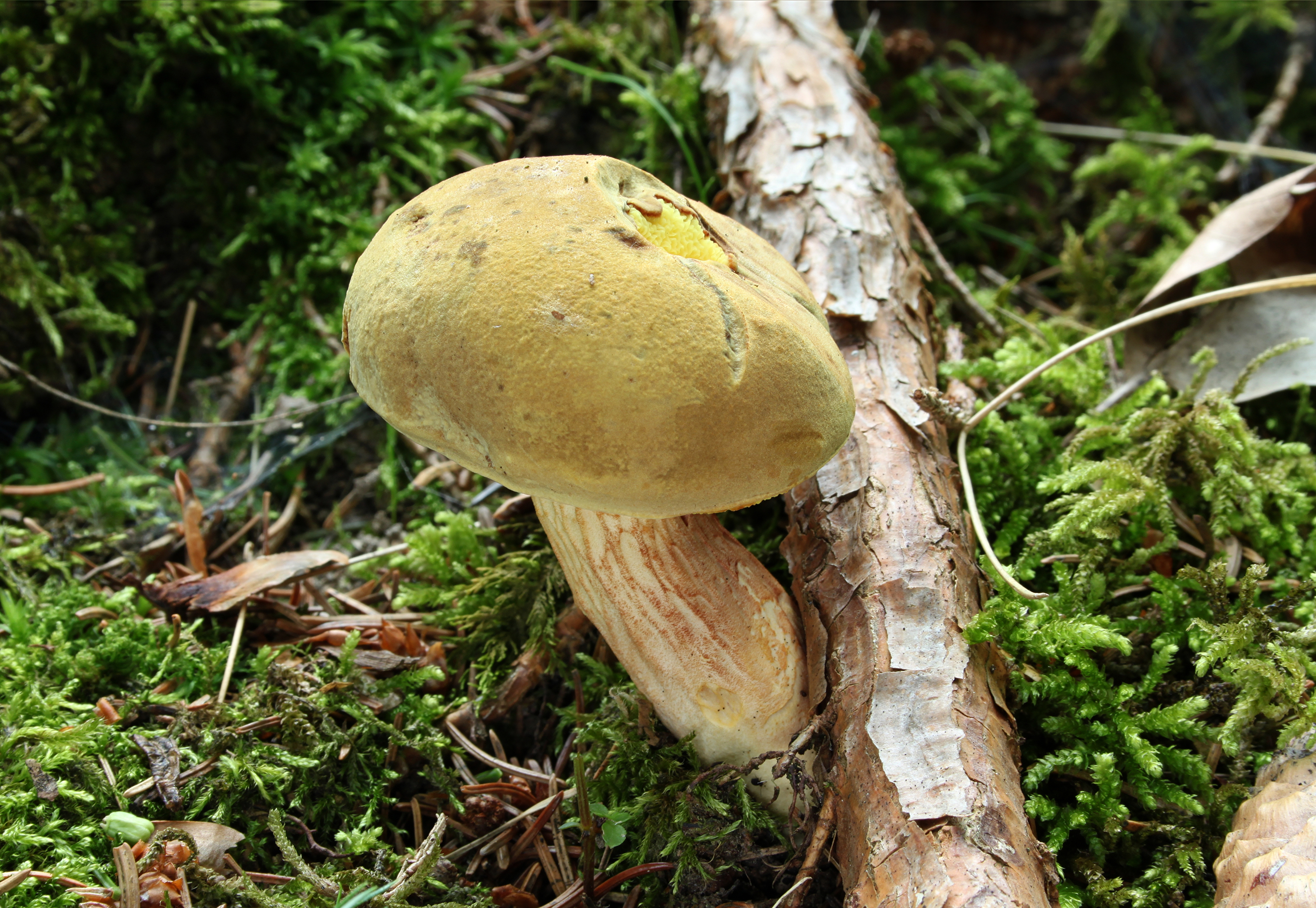
Xerocomus subtomentosus

## Valorificare
Acest burete este destul de gustos. Deși ceva mai mic, el poate fi pregătit în bucătărie ca hribul murg. La exemplare umede se îndepărtează cuticula lipicioasă (cel mai bine deja în pădure), la cele mai bătrâne și porii. El nu se potrivește pentru uscat.